# Hans Wahlgren
Pour les articles homonymes, voir Wahlgren.
Hans Wahlgren, né à Helsingborg le 26 juin 1937 et mort le 10 mai 2024 à Norra Lagnö, est un acteur suédois.

## Biographie
Hans Wahlgren naît à Helsingborg le 26 juin 1937.
Acteur suédois des plus célèbres, il fait ses débuts au cinéma dans le court métrage Indianer och blekansikten en 1945. C'est le film Les Blousons dorés, en 1959, qui le fait connaître du grand public. 
En 1962 il épouse l'actrice Christina Schollin. Le couple a comme enfants Peter Wahlgren, Niclas Wahlgren, Pernilla Wahlgren et Linus Wahlgren, ainsi que plusieurs petits-enfants. 
Hans Wahlgren meurt âgé de 86 ans le 10 mai 2024, entouré de sa famille, à Norra Lagnö.